# Momento (elaborazione delle immagini)
Nell'elaborazione delle immagini ed in visione artificiale il momento di un'immagine, in analogia con il concetto di momento, è una particolare media dell'intensità dei pixel che compongono l'immagine.
In senso più generale, sono detti momenti anche le funzioni di tali medie, che godono di particolari proprietà o caratteristiche.

## Momenti semplici
Per una funzione continua bi-dimensionale f(x,y) il momento (spesso chiamato "momento semplice") di ordine (p + q) è definito come
{\displaystyle M_{pq}=\int \limits _{-\infty }^{\infty }\int \limits _{-\infty }^{\infty }x^{p}y^{q}f(x,y)\,dx\,dy}
per p,q = 0,1,2,...
Un teorema di unicità (Papoulis [1991]) afferma che se f(x,y)  è continua a tratti ed ha valori non nulli solo in una porzione finita del piano xy, allora esistono i momenti di ogni ordine e la sequenza dei momenti (Mpq) è unicamente determinata da f(x,y). Per converso, (Mpq) determina unicamente f(x,y). In pratica, la funzione può essere descritta in funzione dei suoi momenti di ordine più basso.
Adattando questa definizione ad un'immagine digitale i cui pixel sono caratterizzati da intensità I(x,y), il momento semplice Mij è dato da
{\displaystyle M_{ij}=\sum _{x}\sum _{y}x^{i}y^{j}I(x,y)}
In alcuni casi risulta conveniente normalizzare l'intensità in analogia ad una funzione di densità di probabilità, cioè dividere la quantità Mij appena definita per
{\displaystyle \sum _{x}\sum _{y}I(x,y)}

### Esempi
Semplici proprietà delle immagini derivate attraverso i momenti semplici includono:
- Area (per immagini binarie) o somma dei livelli di grigio (per immagini in scala di grigio): M00
- Centroide: {{\displaystyle {\bar {x}},\ {\bar {y}}}} = {M10/M00, M01/M00 }

## Momenti centrali
Il momento centrale di una funzione bidimensionale continua f(x,y) di ordine (p + q) è definito come
{\displaystyle \mu _{pq}=\int \limits _{-\infty }^{\infty }\int \limits _{-\infty }^{\infty }(x-{\bar {x}})^{p}(y-{\bar {y}})^{q}f(x,y)\,dx\,dy}
in cui {\displaystyle {\bar {x}}={\frac {M_{10}}{M_{00}}}} e {\displaystyle {\bar {y}}={\frac {M_{01}}{M_{00}}}} sono le componenti del centroide.
Se I(x, y) è l'intensità di un'immagine digitale, il suo momento centrale si calcola come
{\displaystyle \mu _{pq}=\sum _{x}\sum _{y}(x-{\bar {x}})^{p}(y-{\bar {y}})^{q}I(x,y)}
I momenti centrali fino al terzo ordine sono
{\displaystyle \mu _{00}=M_{00},}
{\displaystyle \mu _{01}=0,}
{\displaystyle \mu _{10}=0,}
{\displaystyle \mu _{11}=M_{11}-{\bar {x}}M_{01}=M_{11}-{\bar {y}}M_{10},}
{\displaystyle \mu _{20}=M_{20}-{\bar {x}}M_{10},}
{\displaystyle \mu _{02}=M_{02}-{\bar {y}}M_{01},}
{\displaystyle \mu _{21}=M_{21}-2{\bar {x}}M_{11}-{\bar {y}}M_{20}+2{\bar {x}}^{2}M_{01},}
{\displaystyle \mu _{12}=M_{12}-2{\bar {y}}M_{11}-{\bar {x}}M_{02}+2{\bar {y}}^{2}M_{10},}
{\displaystyle \mu _{30}=M_{30}-3{\bar {x}}M_{20}+2{\bar {x}}^{2}M_{10},}
{\displaystyle \mu _{03}=M_{03}-3{\bar {y}}M_{02}+2{\bar {y}}^{2}M_{01}.}
Si può dimostrare che:
{\displaystyle \mu _{pq}=\sum _{m}^{p}\sum _{n}^{q}{p \choose m}{q \choose n}(-{\bar {x}})^{(p-m)}(-{\bar {y}})^{(q-n)}M_{mn}}
Si dimostra inoltre che i momenti centrali sono invarianti rispetto a traslazioni dell'immagine

### Esempi
Informazioni sull'orientamento di un'immagine possono esser derivate dai momenti centrali di secondo ordine a partire dalla matrice di covarianza. Avendo definito tali momenti
{\displaystyle \mu '_{20}=\mu _{20}/\mu _{00}=M_{20}/M_{00}-{\bar {x}}^{2}}
{\displaystyle \mu '_{02}=\mu _{02}/\mu _{00}=M_{02}/M_{00}-{\bar {y}}^{2}}
{\displaystyle \mu '_{11}=\mu _{11}/\mu _{00}=M_{11}/M_{00}-{\bar {x}}{\bar {y}}}
la matrice di covarianza dell'immagine {\displaystyle I(x,y)} è
{\displaystyle \operatorname {cov} [I(x,y)]={\begin{bmatrix}\mu '_{20}&\mu '_{11}\\\mu '_{11}&\mu '_{02}\end{bmatrix}}}.
Gli autovettori di tale matrice corrispondono all'asse maggiore ed all'asse minore dell'ellisse associato all'intensità dell'immagine: l'orientazione dell'immagine può allora essere estratta dall'angolo che il semiasse maggiore (autovettore associato all'autovalore massimo) forma con la direzione orizzontale. Tale angolo Θ è dato dalla seguente formula:
{\displaystyle \Theta ={\frac {1}{2}}\arctan \left({\frac {2\mu '_{11}}{\mu '_{20}-\mu '_{02}}}\right)}
Per trovare l'eccentricità di tale ellisse è sufficiente considerare che essa dipende dalla differenza relativa di grandezza degli autovalori e può pertanto essere calcolata tramite
{\displaystyle {\sqrt {1-{\frac {\lambda _{2}}{\lambda _{1}}}}}}
in cui gli autovalori valgono:
{\displaystyle \lambda _{i}={\frac {\mu '_{20}+\mu '_{02}}{2}}\pm {\frac {\sqrt {4{\mu '}_{11}^{2}+({\mu '}_{20}-{\mu '}_{02})^{2}}}{2}}}

## Momenti centrali normalizzati
I momenti ηp q dove p + q ≥ 2 possono essere costruiti per essere invarianti sia a traslazione sia a cambiamenti di scala dividendo il corrispondente momento centrale per il momento di ordine (00) propriamente scalato, secondo la formula
{\displaystyle \eta _{pq}={\frac {\mu _{pq}}{\mu _{00}^{\left(1+{\frac {p+q}{2}}\right)}}}}

## Momenti di Hu
È possibile inoltre calcolare momenti che siano contemporaneamente invarianti a traslazione, cambiamenti di scala e rotazione. L'insieme di momenti più usati che godono di queste proprietà è l'insieme dei sette momenti di Hu:
{\displaystyle {\begin{aligned}\phi _{1}=\ &\eta _{20}+\eta _{02}\\\phi _{2}=\ &(\eta _{20}-\eta _{02})^{2}+(2\eta _{11})^{2}\\\phi _{3}=\ &(\eta _{30}-3\eta _{12})^{2}+(3\eta _{21}-\eta _{03})^{2}\\\phi _{4}=\ &(\eta _{30}+\eta _{12})^{2}+(\eta _{21}+\eta _{03})^{2}\\\phi _{5}=\ &(\eta _{30}-3\eta _{12})(\eta _{30}+\eta _{12})[(\eta _{30}+\eta _{12})^{2}-3(\eta _{21}+\eta _{03})^{2}]+\\\ &(3\eta _{21}-\eta _{03})(\eta _{21}+\eta _{03})[3(\eta _{30}+\eta _{12})^{2}-(\eta _{21}+\eta _{03})^{2}]\\\phi _{6}=\ &(\eta _{20}-\eta _{02})[(\eta _{30}+\eta _{12})^{2}-(\eta _{21}+\eta _{03})^{2}]+4\eta _{11}(\eta _{30}+\eta _{12})(\eta _{21}+\eta _{03})\\\phi _{7}=\ &(3\eta _{21}-\eta _{03})(\eta _{30}+\eta _{12})[(\eta _{30}+\eta _{12})^{2}-3(\eta _{21}+\eta _{03})^{2}]+\\\ &(\eta _{30}-3\eta _{12})(\eta _{21}+\eta _{03})[3(\eta _{30}+\eta _{12})^{2}-(\eta _{21}+\eta _{03})^{2}].\end{aligned}}}

### Proprietà
- Il momento φ1 è analogo al momento di inerzia intorno al centroide dell'immagine in cui le intensità dei pixel sono analoghe a densità fisiche.
- I primi sei momenti sono anche invarianti rispetto a riflessione. Per distinguere immagini specchiate, è pertanto necessario utilizzare il momento φ7.

## Altri momenti invarianti a rotazione
Una teoria generale per derivare un insieme completo di momenti invarianti a rotazione è stata proposta da J. Flusser e T. Suk.
Essi hanno dimostrato che i tradizionali momenti di Hu non sono completi o comunque indipendenti. Dato che i momenti I2 and I3 non sono veramente indipendenti, essi propongono un ottavo momento:
{\displaystyle {\begin{aligned}I_{8}=\ &\eta _{11}[(\eta _{30}+\eta _{12})^{2}-(\eta _{03}+\eta _{21})^{2}]-(\eta _{20}-\eta _{02})(\eta _{30}+\eta _{12})(\eta _{03}+\eta _{21})\end{aligned}}}